# 遠山重寛

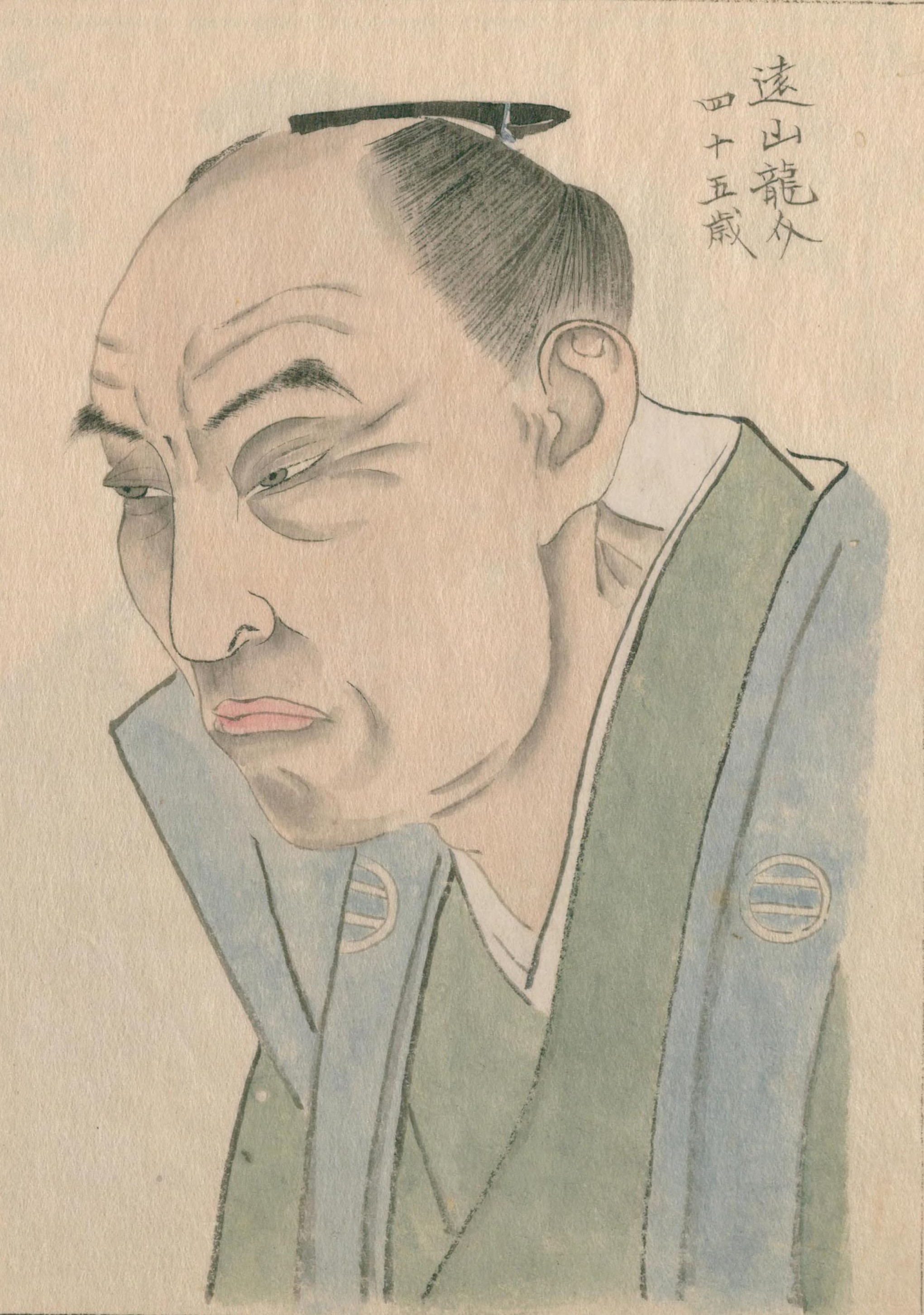
遠山重寛

遠山 重寛（とおやま しげひろ）は、江戸時代後期から幕末にかけての水戸藩士。側用人、水戸藩の藩校・弘道館の運営に当たる弘道館掛を務めた。通称は龍介（竜介）。雲軒と号した。

## 概要

### 水戸藩への出仕
文政11年（1828年）3月7日、重寛は遠山家の家督を継いだ（禄高200石）。遠山家は初代が水戸藩初代藩主・徳川頼房に200石の大番組として仕えて以来の同藩士の家系であった。重寛は、同年4月19日に目付となり、天保12年（1841年）5月29日には新番頭に進んだ。

### 藩内の派閥抗争
江戸時代後期の水戸藩には、第9代藩主・徳川斉昭に近い改革派と、反改革派の対立があり、藩政改革の一環として斉昭が設立した藩校・弘道館も両派の確執と無縁ではなかった。
弘化元年（1844年）5月6日、斉昭が幕府から隠居・謹慎を命じられて致仕すると、弘道館においては、翌弘化2年（1845年）3月3日、斉昭に近い教授頭取・会沢正志斎も隠居を命じられた。次いで教授頭取となった青山延光は、登館を拒否することで、反改革派による弘道館の支配に抵抗する構えを見せた。
しかし、反改革派が実権を握った藩庁では、同年6月、青山を罷免。同年7月16日、重寛が側用人に挙げられ、弘道館掛（学校掛）に任じられた。
重寛の下で、新たな教授頭取として高根信敏が抜擢され、重寛が高根らを指図して学館運営の衝に当たることで、反改革派が弘道館を掌握することが企図された人事であり、重寛の登用は反改革派の結城朝道（寅寿）によるものであった。
弘道館掛に着任した重寛は、厳密に弘道館諸生の出欠簿を調べた上、“学生は政事向きに容喙するものではない”、“学業を怠って政事を議論するなどもってのほか”などとして監督を厳しくした。さらに、重寛が属する反改革派への諸生の取り込みを強行したが、このことで弘道館内に混乱を来たし、文武の活動は停滞したと言われる。しかし反対に、天保の盛時には及ばないものの、重寛の弘道館掛就任によって挽回したとの評価もある。
同年10月23日、遠山は、藩庁より弘道館掛としての功労に対し賞賜を与えられ、翌24日には、遠山の子・熊之介ら3名が弘道館の舎長に充てられた。
一方で、徳川斉昭は、反改革派の粛清を企て、同年10月23日、老中・阿部正弘に対し、藩内内紛の罪状をもって国家老・鈴木重矩以下、結城寅寿や重寛などを含めた十数名の処罰を上申した。これによると、重寛については蟄居3年が希望されている。
だが嘉永年間に至っても、依然として重寛が弘道館教授らを監督する体制が続き、反改革派による弘道館支配が続いた。もっとも、石河幹脩の日記「石河明善日記」嘉永5年（1852年）10月22日の条によれば、その頃には重寛は改革派に転向していたとされる。
同年、重寛は弘道館掛を辞職。同年9月には高根信敏も教授頭取を免職となり、同人に代わって、青山延光が教授頭取に再任された。翌嘉永6年（1853年）4月21日には、前藩主の斉昭が側用人である重寛に書を与えて、会沢正志斎及び豊田天功を優遇すべきことを諭したとの記録が残るが、同年11月には会沢正志斎も再任されるなどし、弘道館の人事は改革派へと復した。
安政4年（1857年）に至って致仕した。

## 人物その他
- 弘道館掛となった重寛は、試験の際には自ら控本を開いて何々の章を講ぜよなどと命じ、また、武術にも厳しく、しばしば他流試合をやらせたという。人物としては、保守的で、深沈周密であったとされる[2]。
- 嘉永2年（1849年）閏4月、徳川斉昭は、藩内の反改革派の排除への幕府の理解を求めるため、反改革派の人物評を提出した[14]。その中には重寛についてのものもあり、「龍介は少々学才などこれ有り候えども気難しき方（龍介ハ少々學才等有之候へ共氣六ケ敷方）」と評されている[21]。
- 天狗党の首領・武田耕雲斎の次男は重寛と同名の「龍介」という名であった。このため武田の次男が改名し[22]、武田魁介と名乗った[23]。
- 第15代将軍・徳川慶喜について書かれた『葵の嫩葉』という書物に、子供の頃の慶喜が水練中の海で行方不明となり、重寛が海に飛び込んで探し回り、沖の漁舟で漁夫と話をしていた慶喜を発見して斉昭から賞された、との逸話がある[24]。しかし、渋沢栄一の『徳川慶喜公伝』によると、これは架空の話であるという[25]。